# كينغ باغوت
كينغ باغوت (بالإنجليزية: King Baggot)‏ مواليد 7 نوفمبر 1879 في سانت لويس، الولايات المتحدة - الوفاة 11 يوليو 1948 في لوس أنجلوس، الولايات المتحدة، هو ممثل ومخرج وكاتب سيناريو أمريكي بدأ مسيرته الفنية سنة 1900. من أعماله الرجل من الغرب.

## روابط خارجية
- كينغ باغوت على موقع IMDb (الإنجليزية)
- كينغ باغوت على موقع أول موفي (الإنجليزية)
- كينغ باغوت على موقع قاعدة بيانات برودواي على الإنترنت (الإنجليزية)
- كينغ باغوت على موقع قاعدة بيانات الأفلام السويدية (السويدية)
- كينغ باغوت على موقع قاعدة بيانات الفيلم (الإنجليزية)
- كينغ باغوت على موقع كينوبويسك (الروسية)